# Cameron (Louisiana)
Cameron és una població dels Estats Units a l'estat de Louisiana. Segons el cens del 2000 tenia 1.965 habitants.

## Demografia
Segons el cens del 2000, Cameron tenia 1.965 habitants, 695 habitatges, i 510 famílies. La densitat de població era de 27,2 habitants/km².
Dels 695 habitatges en un 37,8% hi vivien nens de menys de 18 anys, en un 52,5% hi vivien parelles casades, en un 14,5% dones solteres, i en un 26,6% no eren unitats familiars. En el 21,2% dels habitatges hi vivien persones soles el 6,3% de les quals corresponia a persones de 65 anys o més que vivien soles. El nombre mitjà de persones vivint en cada habitatge era de 2,77 i el nombre mitjà de persones que vivien en cada família era de 3,17.
Per edats la població es repartia de la següent manera: un 27,5% tenia menys de 18 anys, un 10,8% entre 18 i 24, un 31,1% entre 25 i 44, un 21,5% de 45 a 60 i un 9,1% 65 anys o més.
L'edat mediana era de 34 anys. Per cada 100 dones de 18 o més anys hi havia 104,2 homes.
La renda mediana per habitatge era de 30.370 $ i la renda mediana per família de 33.661 $. Els homes tenien una renda mediana de 24.762 $ mentre que les dones 26.406 $. La renda per capita de la població era de 13.499 $. Entorn del 17% de les famílies i el 19,4% de la població estaven per davall del llindar de pobresa.

## Poblacions més properes
El següent diagrama mostra les poblacions més properes.